# Liste der Monuments historiques in Jouy-en-Josas
Die Liste der Monuments historiques in Jouy-en-Josas führt die Monuments historiques in der französischen Gemeinde Jouy-en-Josas auf.

## Liste der Bauwerke
| Bezeichnung             | Beschreibung              | Standort                   | Kennzeichnung | Schutzstatus | Datum | Bild           |
| ----------------------- | ------------------------- | -------------------------- | ------------- | ------------ | ----- | -------------- |
| Kirche St-Martin        | Erbaut im 13. Jahrhundert | (Lage)                     | PA00087463    | Inscrit      | 1950  | weitere Bilder |
| Maison Bechmann         | Erbaut 1910               | 7, rue Abel-Nicolle (Lage) | PA78000025    | Inscrit      | 2009  | weitere Bilder |
| Maison du clos des Metz | Erbaut im 18. Jahrhundert | 4, rue Léon-Blum (Lage)    | PA00087464    | Inscrit      | 1983  | weitere Bilder |

## Liste der Objekte

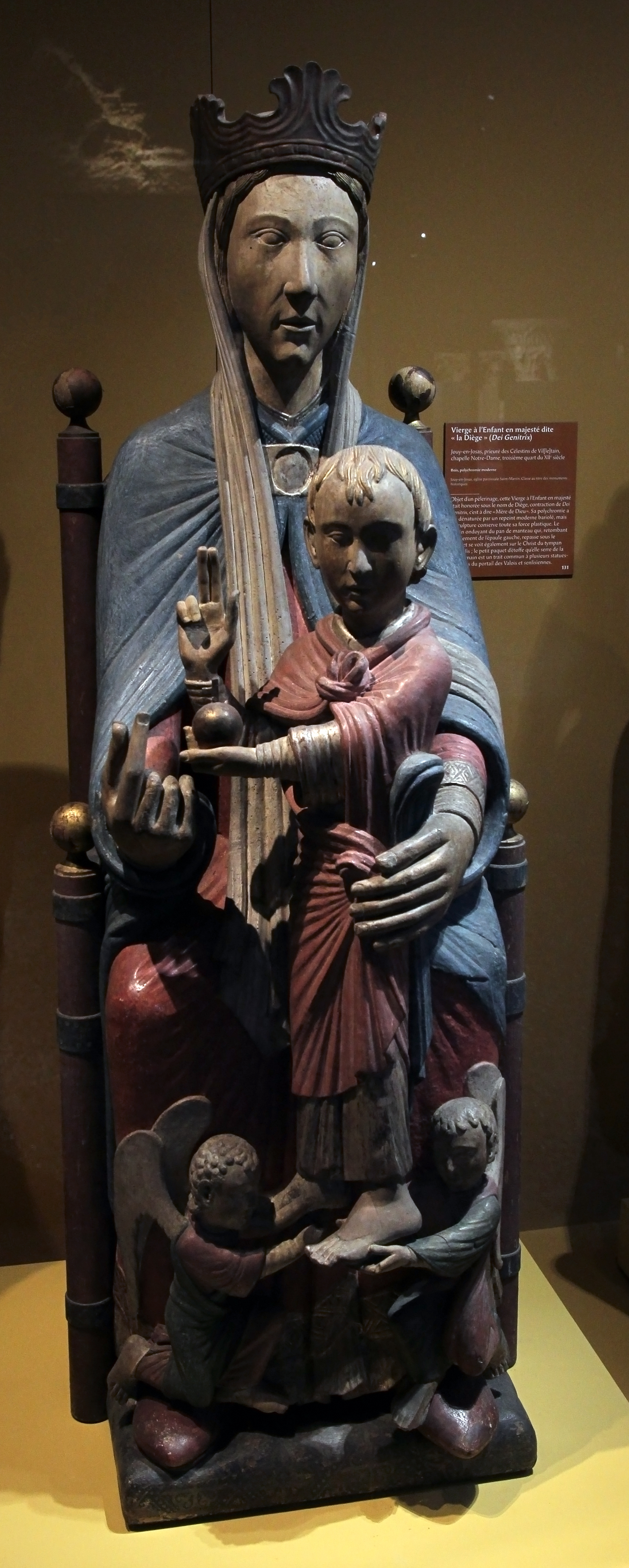
Skulptur Madonna mit Kind (12. Jahrhundert) in der Kirche St-Martin

- Monuments historiques (Objekte) in Jouy-en-Josas in der Base Palissy des französischen Kultusministeriums